# Lee Marvin
Lamont Waltman Marvin Jr., detto Lee (New York, 19 febbraio 1924 – Tucson, 29 agosto 1987) è stato un attore statunitense.
Vinse il premio Oscar per il miglior attore protagonista nel 1966 per l'interpretazione in Cat Ballou.

## Biografia
Nacque a New York il 19 febbraio del 1924, secondo e ultimogenito dopo il fratello Robert, da Lamont Waltman Marvin, detto Monte, un pubblicitario ex capitano decorato della Prima guerra mondiale, e da Courtenay Washington Davidge, giornalista di moda, e riuscì a terminare i suoi studi in Florida prima dell'arrivo del conflitto. Allo scoppio della seconda guerra mondiale lasciò la scuola e si arruolò volontario nel Corpo dei Marines nell'agosto 1942. Assegnato alla 4ª Divisione Marine, partecipò a diverse azioni durante la guerra del Pacifico contro l'Esercito Imperiale Giapponese. Rimase ferito alle natiche da colpi di mitragliatrice durante la cruenta battaglia di Saipan nel 1944: i dottori raccontano che quando si svegliò sulla nave ospedale pianse per non aver potuto essere a fianco dei suoi commilitoni. La ferita comunque gli procurò problemi al nervo sciatico e per questo venne congedato dai Marines, pur decorato con la Purple Heart.

### Carriera cinematografica
Classico attore con la gavetta alle spalle, debuttò nel cinema nel 1951 e si mise in luce con il film Il grande caldo (1953) di Fritz Lang, dove interpretò la parte di un brutale sicario. Avendo dato una prova convincente, continuò a rafforzare la sua immagine di attore adatto alla parte del "cattivo" con personaggi violenti, sgradevoli o semplicemente antipatici. Giunse al culmine di questo filone con il ruolo del violento bandito Liberty Valance ne L'uomo che uccise Liberty Valance (1962), film diretto da John Ford.
Successivamente cominciò a diversificare i ruoli interpretati, accostandosi anche ai film comici. Ed è appunto con il western comico Cat Ballou che Lee Marvin vinse l'Oscar nel 1966 nella parte del cowboy beone. Nel discorso pronunciato alla premiazione, il suo ringraziamento andò anche al cavallo appoggiato al muro presente nella pellicola. Nella moltitudine dei ruoli interpretati, ebbe però più riscontro nei ritratti di uomini di azione, buoni o cattivi che fossero. In questo genere ebbe la definitiva consacrazione ne Quella sporca dozzina (1967) di Robert Aldrich. Nel 1969 recitò nel film La ballata della città senza nome, dove si cimentò come cantante interpretando il brano Wand'rin' Star, che riscosse un notevole successo di vendite, soprattutto grazie alla sua voce, considerata fra le più gravi del XX secolo.

## Vita privata
Nel febbraio 1951 sposò Betty Ebeling, da cui divorziò nel 1967 e dalla quale ebbe quattro figli: Christopher, Courtenay, Cynthia e Claudia. Nel 1970 sposò Pamela Feeley, con cui si trasferì in un ranch a Tucson. Dopo il congedo dai Marines iniziò a bere e il problema divenne con il passare del tempo sempre più pressante. Nell'ambiente di Hollywood erano famose le sue colossali sbornie.
Nonostante sia stato protagonista di film di stampo conservatore, Marvin si dichiarava un sostenitore del Partito Democratico e si oppose alla guerra del Vietnam. Appoggiò pubblicamente John Fitzgerald Kennedy nelle elezioni presidenziali statunitensi del 1960, nonostante l'escalation di Kennedy nel coinvolgimento americano.
Nel dicembre 1986 riportò dei forti dolori addominali, tali da dover essere ricoverato al Tucson Medical Center, dove per un'infiammazione intestinale si rese necessario procedere con una colectomia. Giovedì 13 agosto 1987, a 63 anni, a causa di una persistente influenza dovette essere nuovamente ricoverato. Sabato 29, con la moglie al suo fianco, ebbe un infarto che, pur trovandosi in ospedale, non si riuscì ad arginare. Il corpo venne portato a Washington con onori militari, e dopo un funerale privato venne sepolto nel cimitero nazionale di Arlington, dove è inumato anche il corpo di John Fitzgerald Kennedy.

## Filmografia parziale

### Cinema
- Il comandante Johnny (You're in the Navy Now), regia di Henry Hathaway (1951) – non accreditato
- Teresa, regia di Fred Zinnemann (1951) – non accreditato
- Down Among the Sheltering Palms, regia di Edmund Goulding (1952) – non accreditato
- Corriere diplomatico (Diplomatic Courier), regia di Henry Hathaway (1952) – non accreditato
- Matrimoni a sorpresa (We're Not Married!), regia di Edmund Goulding (1952) – non accreditato
- Duello al Rio d'argento (The Duel at Silver Creek), regia di Don Siegel (1952)
- Il nodo del carnefice (Hangman's Knot), regia di Roy Huggins (1952)
- Otto uomini di ferro (Eight Iron Men), regia di Edward Dmytryk (1952)
- Seminole, regia di Budd Boetticher (1953)
- Brigata di fuoco (The Glory Brigade), regia di Robert D. Webb (1953)
- Down Among the Sheltering Palms, regia di Edmund Goulding (1953)
- Lo straniero ha sempre una pistola (The Stranger Wore a Gun), regia di André De Toth (1953)
- Il grande caldo (The Big Heat), regia di Fritz Lang (1953)
- Il suo onore gridava vendetta (Gun Fury), regia di Raoul Walsh (1953)
- Il selvaggio (The Wild One), regia di László Benedek (1953)
- Gorilla in fuga (Gorilla at Large), regia di Harmon Jones (1954)
- L'ammutinamento del Caine (The Caine Mutiny), regia di Edward Dmytryk (1954)
- La spia dei ribelli (The Raid), regia di Hugo Fregonese (1954)
- Giorno maledetto (Bad Day at Black Rock), regia di John Sturges (1955)
- Sabato tragico (Violent Saturday), regia di Richard Fleischer (1955)
- Nessuno resta solo (Not as a Stranger), regia di Stanley Kramer (1955)
- A Life in the Balance, regia di Harry Horner e Rafael Portillo (1955)
- Tempo di furore (Pete Kelly's Blues), regia di Jack Webb (1955)
- Tutto finì alle sei (I Died a Thousand Times), regia di Stuart Heisler (1955)
- La spiaggia delle conchiglie (Shack Out on 101), regia di Edward Dein (1955)
- I sette assassini (Seven Men from Now), regia di Budd Boetticher (1956)
- Prima linea (Attack), regia di Robert Aldrich (1956)
- I pilastri del cielo (Pillars of the Sky), regia di George Marshall (1956)
- Supplizio (The Rack), regia di Arnold Laven (1956)
- L'albero della vita (Raintree County), regia di Edward Dmytryk (1957)
- The Missouri Traveler, regia di Jerry Hopper (1958)
- I comanceros (The Comancheros), regia di Michael Curtiz e John Wayne (1961)
- L'uomo che uccise Liberty Valance (The Man Who Shot Liberty Valance), regia di John Ford (1962)
- I tre della Croce del Sud (Donovan's Reef), regia di John Ford (1963)
- Contratto per uccidere (The Killers), regia di Don Siegel (1964)
- Cat Ballou, regia di Elliot Silverstein (1965)
- La nave dei folli (Ship Of Fools), regia di Stanley Kramer (1965)
- I professionisti (The Professionals), regia di Richard Brooks (1966)
- Quella sporca dozzina (The Dirty Dozen), regia di Robert Aldrich (1967)
- Senza un attimo di tregua (Point Blank), regia di John Boorman (1967)
- Il sergente Ryker (Sergeant Ryker), regia di Buzz Kulik (1968)
- Duello nel Pacifico (Hell in the Pacific), regia di John Boorman (1968)
- La ballata della città senza nome (Paint Your Wagon), regia di Joshua Logan (1969)
- Monty Walsh un uomo duro a morire (Monte Walsh), regia di William A. Fraker (1970)
- Per una manciata di soldi (Pocket Money), regia di Stuart Rosenberg (1972)
- Arma da taglio (Prime Cut), regia di Michael Ritchie (1972)
- L'imperatore del Nord (Emperor of the North), regia di Robert Aldrich (1973)
- The Iceman Cometh, regia di John Frankenheimer (1973)
- La banda di Harry Spikes (The Spikes Gang), regia di Richard Fleischer (1974)
- L'uomo del Klan (Klansman), regia di Terence Young (1974)
- Ci rivedremo all'inferno (Shout at the Devil), regia di Peter R. Hunt (1976)
- Il grande scout (The Great Scout & Cathouse Thursday), regia di Don Taylor (1976)
- Avalanche Express, regia di Mark Robson e (Monte Hellman, non accreditato) (1979)
- Il grande uno rosso (The Big Red One), regia di Samuel Fuller (1980)
- Caccia selvaggia (Death Hunt), regia di Peter Hunt (1981)
- Gorky Park, regia di Michael Apted (1983)
- Canicola (Canicule), regia di Yves Boisset (1983)
- Delta Force (The Delta Force), regia di Menahem Golan (1986)

### Televisione
- The Doctor – serie TV, episodio 1x43 (1953)
- General Electric Theater – serie TV, episodi 3x10-3x17-5x19-6x17-8x02-8x31-9x29 (1954-1961)
- TV Reader's Digest – serie TV, episodio 1x13 (1955)
- Climax! – serie TV, episodi 2x15-3x17-4x29 (1955-1958)
- Il tenente Ballinger (M Squad) – serie TV, 117 episodi (1957-1960)
- Westinghouse Desilu Playhouse – serie TV, episodio 1x22 (1959)
- Carovane verso il West (Wagon Train) – serie TV, 2 episodi (1960-1961)
- The Americans – serie TV, episodio 1x07 (1961)
- Scacco matto (Checkmate) – serie TV, episodio 1x26 (1961)
- The Investigators – serie TV, episodio 1x02 (1961)
- Fred Astaire (Alcoa Premiere) – serie TV, episodio 1x01 (1961)
- Ai confini della realtà (The Twilight Zone) – serie TV, episodi 3x07-5x02 (1961-1963)
- Ben Casey – serie TV, episodio 1x16 (1962)
- Bonanza – serie TV, episodio 3x28 (1962)
- Il virginiano (The Virginian) – serie TV, episodio 1x09 (1962)
- The Dick Powell Show – serie TV, episodi 2x16-2x27 (1963)
- La grande avventura (The Great Adventure) – serie TV, episodio 1x04 (1963)
- Lawbreakers – serie TV, 32 episodi (1963-1964)
- Quel dannato pugno di uomini (The Meanest Men in the West) – film TV (1974)
- Quella sporca dozzina II (The Dirty Dozen: Next Mission), regia di Andrew V. McLaglen – film TV (1985)

## Riconoscimenti
- Premio Oscar
1966 – Miglior attore protagonista per Cat Ballou
- Golden Globe
1966 – Miglior attore in un film commedia o musicale per Cat Ballou
1970 – Candidatura per il miglior attore in un film commedia o musicale per La ballata della città senza nome
- Festival internazionale del cinema di Berlino
1965 – Orso d'argento per il miglior attore per Cat Ballou
- BAFTA Awards
1966 – Miglior attore straniero per Cat Ballou e Contratto per uccidere
- National Board of Review
1965 – Miglior attore per Cat Ballou e La nave dei folli
- Laurel Awards
1958 – Candidatura per il miglior attore non protagonista per L'albero della vita
1962 – Candidatura per il miglior attore non protagonista per I comanceros
1963 – Candidatura per la migliore interpretazione in un film d'azione per L'uomo che uccise Liberty Valance
1965 – Candidatura per la migliore interpretazione in un film d'azione per Contratto per uccidere
1966 – Migliore interpretazione maschile in un film commedia per Cat Ballou
1967 – Migliore interpretazione in un film d'azione per I professionisti
1967 – Candidatura per la migliore star maschile
1968 – Migliore interpretazione in un film d'azione per Quella sporca dozzina
1968 – Candidatura per la migliore star maschile
1970 – Candidatura per la migliore star maschile
1971 – Candidatura per la migliore star maschile
1971 – Candidatura per la migliore interpretazione in un film d'azione per Monty Walsh, un uomo duro a morire
- Primetime Emmy Awards
1962 – Candidatura per il miglior attore protagonista in un singolo episodio di una serie televisiva per Fred Astaire (per l'episodio People Need People)
- New York Film Critics Circle Awards
1965 – Candidatura per il miglior attore protagonista per Cat Ballou
- Fotogrammi d'argento
1971 – Miglior attore straniero per La ballata della città senza nome

## Doppiatori italiani
- Renato Turi in Nessuno resta solo, I pilastri del cielo, Supplizio, L'albero della vita, Contratto per uccidere, Quella sporca dozzina, Senza un attimo di tregua, Il sergente Ryker, Duello nel Pacifico, La ballata della città senza nome, L'imperatore del Nord, Avalanche Express, Delta Force
- Bruno Persa in Il comandante Johnny, Brigata di fuoco, Gorilla in fuga, Giorno maledetto, Tutto finì alle sei
- Mario Pisu in Lo straniero ha sempre una pistola, Prima linea, Cat Ballou, La nave dei folli, I professionisti
- Giorgio Capecchi in Il selvaggio, L'ammutinamento del Caine, La spia dei ribelli, Sabato tragico, I comanceros
- Glauco Onorato in L'uomo che uccise Liberty Valance, I tre della croce del Sud, Ci rivedremo all'inferno, Il grande uno rosso (versione cinematografica)
- Vittorio Di Prima in Il grande scout, Il grande uno rosso (versione Reconstruction), Gorky Park
- Pino Locchi in Corriere diplomatico, Arma da taglio
- Lauro Gazzolo in Duello al Rio d'argento, Seminole
- Nino Pavese ne Il grande caldo, Il suo onore gridava vendetta
- Gualtiero De Angelis in Tempo di furore
- Renzo Palmer in La banda di Harry Spikes
- Emilio Cigoli in Quel dannato pugno di uomini
- Lino Troisi in Caccia selvaggia

## Ascendenza
|                              |                       |                               | Genitori                    |  |  | Nonni |  |  | Bisnonni      |  |  | Trisnonni   |  |
|                              |                       |                               |                             |  |  |       |  |  | Edward Marvin |  |  | Seth Marvin |  |
|                              |                       |                               |                             |  |  |       |  |  | Edward Marvin |  |  | Seth Marvin |  |
|                              |                       | Lydia McConnell               |                             |  |  |       |  |  | Edward Marvin |  |  |             |  |
| Henry Marvin                 |                       |                               |                             |  |  |       |  |  | Edward Marvin |  |  |             |  |
|                              |                       | Mary McCann                   | …                           |  |  |       |  |  |               |  |  |             |  |
|                              |                       | Mary McCann                   | …                           |  |  |       |  |  |               |  |  |             |  |
|                              |                       | Mary McCann                   | …                           |  |  |       |  |  |               |  |  |             |  |
| Lamont Waltman Marvin        |                       | Mary McCann                   |                             |  |  |       |  |  |               |  |  |             |  |
|                              |                       | Thomas Nicholas Hollingsworth | …                           |  |  |       |  |  |               |  |  |             |  |
|                              |                       | Thomas Nicholas Hollingsworth | …                           |  |  |       |  |  |               |  |  |             |  |
|                              |                       | Thomas Nicholas Hollingsworth | …                           |  |  |       |  |  |               |  |  |             |  |
| Elizabeth Ann Hollingsworth  |                       | Thomas Nicholas Hollingsworth |                             |  |  |       |  |  |               |  |  |             |  |
|                              |                       | Ann Maria Lavin               | …                           |  |  |       |  |  |               |  |  |             |  |
|                              |                       | Ann Maria Lavin               | …                           |  |  |       |  |  |               |  |  |             |  |
|                              |                       | Ann Maria Lavin               | …                           |  |  |       |  |  |               |  |  |             |  |
| Lee Marvin                   |                       | Ann Maria Lavin               |                             |  |  |       |  |  |               |  |  |             |  |
|                              | Walter Dorsey Davidge | Francis Hathorn Davidge       |                             |  |  |       |  |  |               |  |  |             |  |
|                              | Walter Dorsey Davidge | Francis Hathorn Davidge       |                             |  |  |       |  |  |               |  |  |             |  |
|                              | Walter Dorsey Davidge | Anna Maria Dorsey             |                             |  |  |       |  |  |               |  |  |             |  |
| William Fendall Davidge      | Walter Dorsey Davidge |                               |                             |  |  |       |  |  |               |  |  |             |  |
|                              |                       | Anna Louise Washington        | Bailey Washington           |  |  |       |  |  |               |  |  |             |  |
|                              |                       | Anna Louise Washington        | Bailey Washington           |  |  |       |  |  |               |  |  |             |  |
|                              |                       | Anna Louise Washington        | Ann Matilda Lee             |  |  |       |  |  |               |  |  |             |  |
| Courtenay Washington Davidge |                       | Anna Louise Washington        |                             |  |  |       |  |  |               |  |  |             |  |
|                              |                       | Malcom Baylor Washington      | Temple Mason Washington     |  |  |       |  |  |               |  |  |             |  |
|                              |                       | Malcom Baylor Washington      | Temple Mason Washington     |  |  |       |  |  |               |  |  |             |  |
|                              |                       | Malcom Baylor Washington      | Georgianna Langhorne Baylor |  |  |       |  |  |               |  |  |             |  |
| Estelle Courtenay Washington |                       | Malcom Baylor Washington      |                             |  |  |       |  |  |               |  |  |             |  |
|                              |                       | Fannie Walker Hunton          | Charles Henry Hunton        |  |  |       |  |  |               |  |  |             |  |
|                              |                       | Fannie Walker Hunton          | Charles Henry Hunton        |  |  |       |  |  |               |  |  |             |  |
|                              |                       | Fannie Walker Hunton          | Eleanor B. T. McNeale       |  |  |       |  |  |               |  |  |             |  |
|                              |                       | Fannie Walker Hunton          |                             |  |  |       |  |  |               |  |  |             |  |